# Podroje
Podroje je vas v Občini Šmartno pri Litiji. Ima okoli 60 hiš, v katerih skupno živi 150 prebivalcev.
Skozi vas teče Koški potok, ki se zliva v Črni potok, pritok Reke. Območje je hribovito, v bližini so vrhovi Sveti večer, Oboven in drugi.
V Podrojah se je rodil slovenski publicist, prevajalec in filolog Davorin Hostnik (1853–1929).